# Octombrie 1980
Acest articol este generat integral pe baza informațiilor din articolul 1980 și este actualizat periodic de un robot.
 Editările făcute în articol vor fi șterse la următoarea actualizare! Dacă doriți să faceți modificări, editați articolul-sursă.

ianuarie -
februarie -
martie -
aprilie -
mai -
iunie -
iulie -
august -
septembrie -
octombrie -
noiembrie -
decembrie
Octombrie 1980 a fost a zecea lună a anului și a început într-o zi de miercuri.

## Evenimente
- 31 octombrie: După două luni de grevă, guvernul polonez a fost de acord cu revendicările muncitorilor, recunoscând sindicatul independent „Solidaritatea".

## Nașteri

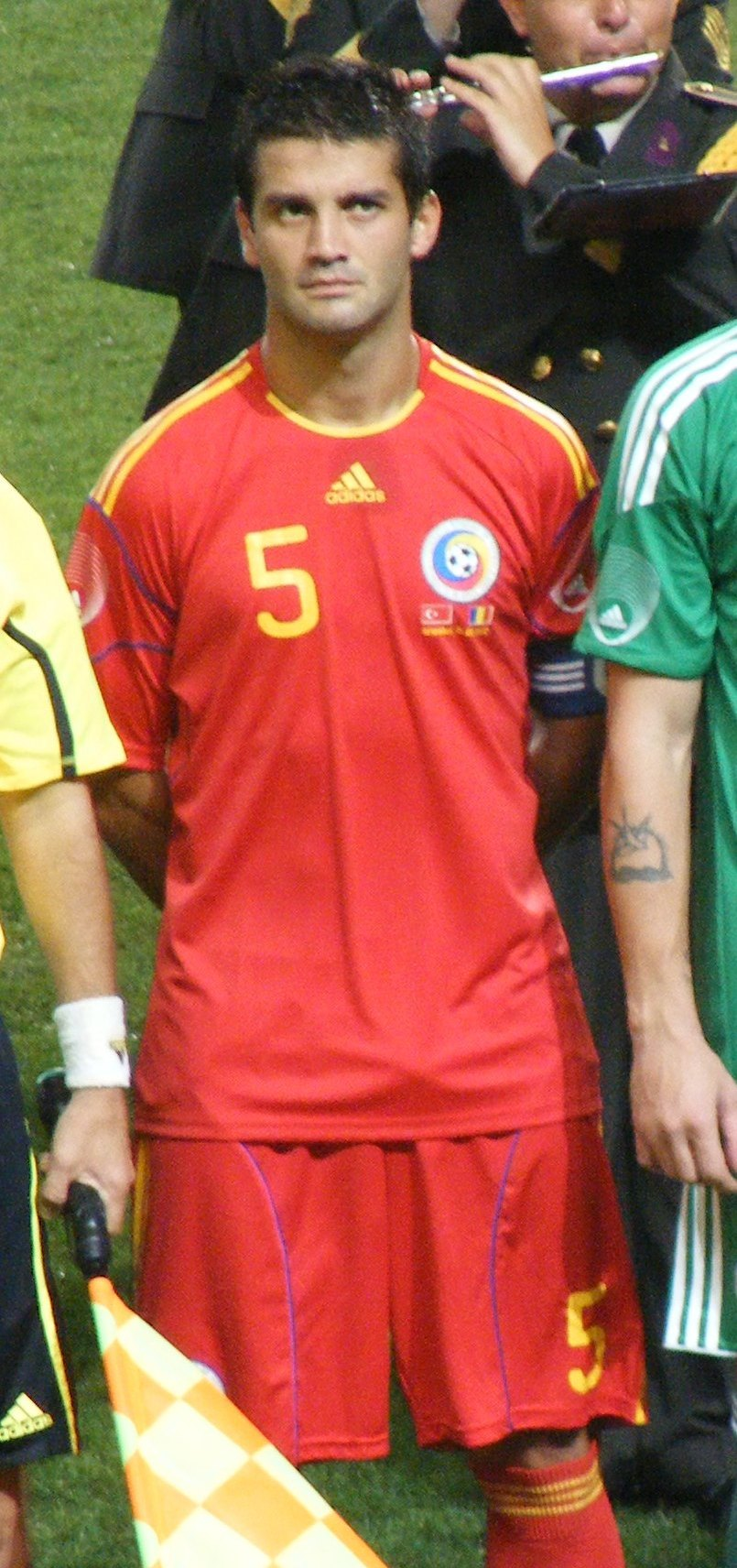
Cristian Chivu, fotbalist român
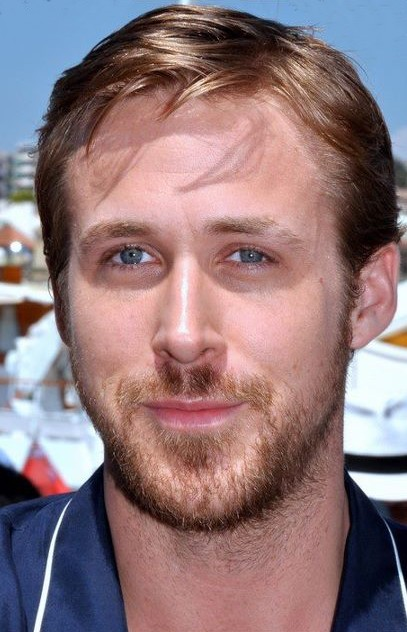
Ryan Gosling, actor, scenarist, regizor și muzician canadian
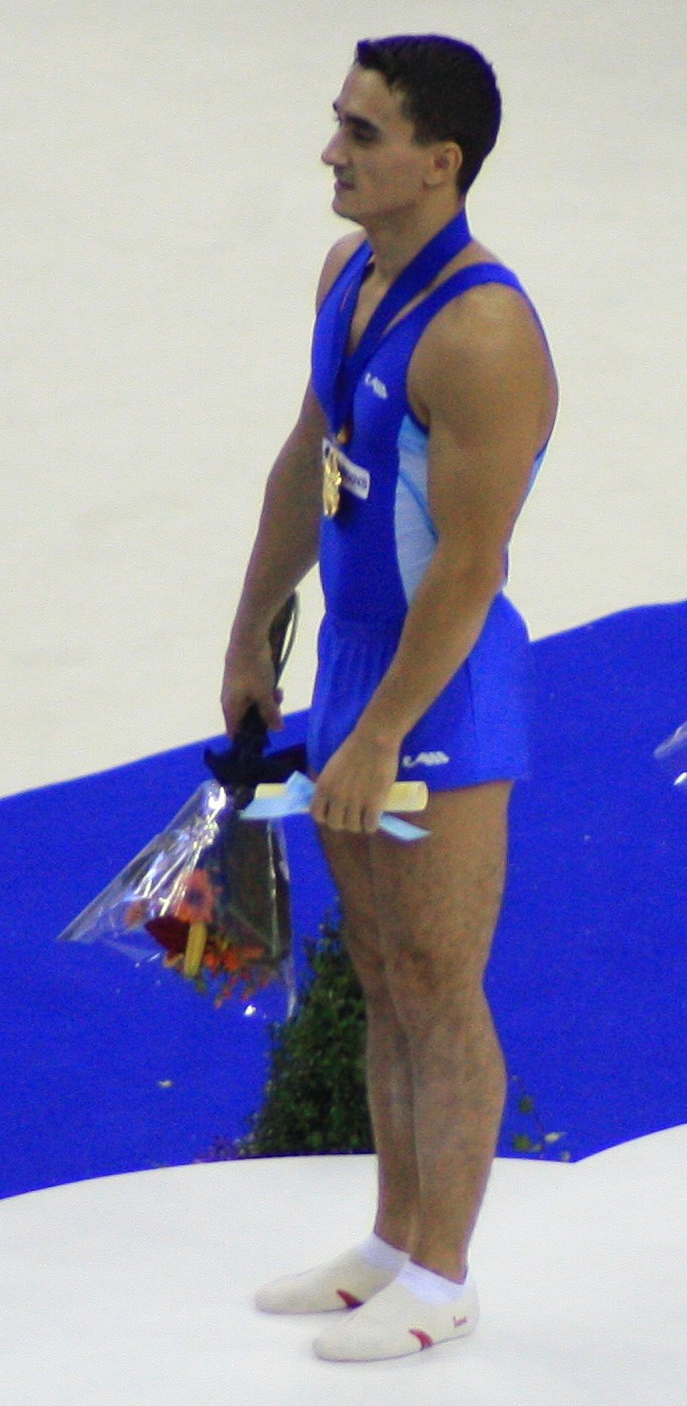
Marian Drăgulescu, gimnast român
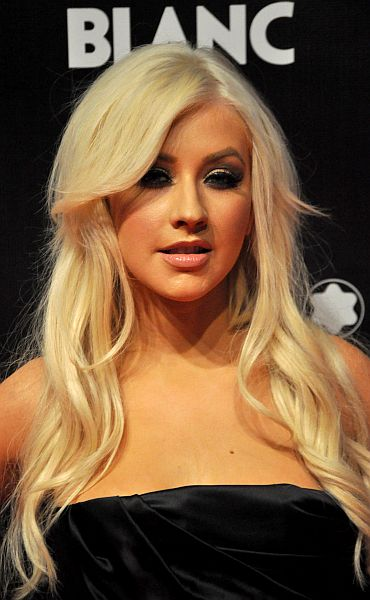
Christina Aguilera, cântăreață, actriță și compozitoare americană

- 1 octombrie: Mourtala Diakité, fotbalist malian
- 2 octombrie: Marius Croitoru, fotbalist român
- 2 octombrie: Filipe de Andrade Teixeira, fotbalist portughez
- 4 octombrie: James Jones, baschetbalist american
- 4 octombrie: Tomáš Rosický, fotbalist ceh
- 5 octombrie: Humberlito Borges, fotbalist brazilian (atacant)
- 7 octombrie: Stanislav Ivanov, fotbalist din R. Moldova
- 8 octombrie: The Miz, luptător de wrestling și actor american
- 11 octombrie: Rui Duarte (Rui Sandro de Carvalho Duarte), fotbalist portughez
- 11 octombrie: Wesley (Wesley Lopes da Silva), fotbalist brazilian (atacant)
- 13 octombrie: Magor Csibi, politician român
- 13 octombrie: David Haye, boxer britanic
- 13 octombrie: Miguel Tininho (Miguel Ângelo Karim Simões Fazenda), fotbalist mozambican
- 14 octombrie: Victoraș Constantin Iacob, fotbalist român (atacant)
- 14 octombrie: Niels Lodberg Pedersen, fotbalist danez
- 16 octombrie: Dragoș Coman, înotător român
- 16 octombrie: Jeremy Dunn Jackson, actor (Baywatch) și cântăreț american
- 17 octombrie: Cristian Lucian Munteanu, fotbalist român
- 19 octombrie: Benjamin Salisbury, actor american
- 20 octombrie: Fabrice Jeannet, scrimer francez
- 21 octombrie: Maricela Cobuz, politician român
- 21 octombrie: Kim Kardashian, femeie de afaceri, fotomodel și personalitate TV americană
- 22 octombrie: Șahan Gökbakar, actor turc
- 22 octombrie: Şahan Gökbakar, actor turc
- 26 octombrie: Cristian Eugen Chivu, fotbalist român
- 26 octombrie: Constantin-Bogdan Matei, politician român
- 27 octombrie: Henriett Seth F. (n. Henrietta Fajcsák), artistă maghiară
- 27 octombrie: Tanel Padar, cântăreț estonian
- 28 octombrie: Salih Jaber, fotbalist irakian (atacant)
- 29 octombrie: Miguel Cotto, boxer portorican
- 29 octombrie: Ben Foster, actor american
- 30 octombrie: Eduard Kunz, muzician rus
- 31 octombrie: Kengo Nakamura, fotbalist japonez
- 31 octombrie: Kateřina Tučková, scriitoare cehă

## Decese
Nucu Păunescu, actor român (n. 1912)
Gheorghe Ionescu Gion, actor român (n. 1922)
Shigemaru Takenokoshi, 74 ani, fotbalist japonez (n. 1906)
Teodor Mazilu, 50 ani, dramaturg român (n. 1930)
Pamfil Șeicaru, 86 ani, jurnalist român (n. 1894)
Dinu Bădescu, tenor român (n. 1904)
Philipp, Landgraf de Hesse, 83 ani, șeful Casei de Hesse (1940-1980), (n. 1896)
John Hasbrouck van Vleck, 81 ani, fizician american laureat al Premiului Nobel (1977), (n. 1899)